# دورة مبيضية
الدورة المبيضية (بالفرنسية: le cycle ovarien) هي مجموع التغيرات الدورية التي تحدث في المبيض منذ البلوغ إلى الضهى. خلال أيام الدورة الحيضية تعرف الدورة المبيضية تعاقب مرحلتين تفصلهما ظاهرة الإباضة l’ovulation، وهما:
- المرحلة الجريبية:la phase folliculaire ينمو خلالها جريب واحد ثم يصبح ناضجاً.
- المرحلة الجسفرونية: la phase lutéinique خلالها  يتحول الجريب الفارغ إلى الجسم الأصفر le corps jaune، الذي يتلاشى تدريجيا ثم يختفي، تاركا مكانه نذبة.

تحدث الدورة المبيضية والرحمية في نفس الوقت وتتكرر كل 28 يوما. إذن فنشاطي المبيض والرحم متزامنان. يؤثر المبيض على نشاط الرحم  بواسطة هرمونات جنسية وهي الاستروجينات والجسفرون حيث:
- خلال المرحلة الجريبية تنمو مخاطة الرحم تدريجيا تحت تأثير الاستروجين  الذي تفرزه الجريبات.
- خلال المرحلة الجسفرونية تحافظ مخاطة الرحم على سمكها  تحت تأثير الجسفرون  الذي يفرزه الجسم الأصفر.